# Na Tua Sombra
Na Tua Sombra é um álbum de estúdio do cantor cristão Carlinhos Felix, lançado em 2004 pela gravadora Graça Music, sendo um dos seus trabalhos mais notáveis. Produzido por Ruben di Souza, a obra se destaca pelo single "Santo Nome". Sua versão em DVD foi gravada no Olympia em São Paulo num evento ao vivo.

## Antecedentes
Após voltar ao Brasil em 2003, Carlinhos Felix lançou o álbum Pensando em Você (2003), que não teve grande recepção do público. Em 2004, o cantor assinou com a gravadora Graça Music que, na época, possuía apenas artistas ligados à Igreja Internacional da Graça de Deus. Carlinhos foi o primeiro artista evangélico de destaque contratado pela gravadora que, anos depois, iniciaria um processo de abertura e auge comercial (entre 2008 a 2013).

## Gravação
O álbum conta com produção musical de Ruben di Souza, que pela primeira vez trabalhou com Carlinhos. Além de Ruben, o projeto estreou algumas novidades: foi a primeira vez desde o álbum Carlinhos Felix (1992) que o cantor não incluiu nenhuma regravação no projeto. No lugar, o cantor optou por trazer a versão "Poder do Teu Amor".
Em entrevista dada ao Super Gospel em 2022, Felix contou que voltou dos Estados Unidos já gostando da música, e ao chegar no Brasil descobriu que vários artistas, como Aline Barros, já tinham gravado a canção. Mesmo assim, ele decidiu regravar a música, com uma versão criada por Ana Paula Valadão. "Poder do Teu Amor" acabou se tornando um dos destaques do projeto.
A obra foi gravada em setembro de 2004 e foi anunciada pela gravadora como um projeto de influência congregacional. Musicalmente, Na Tua Sombra segue uma estética pop rock, com mais guitarras que os trabalhos anteriores.

## Lançamento e recepção
| Críticas profissionais | Críticas profissionais |
| Avaliações da crítica  | Avaliações da crítica  |
| Fonte                  | Avaliação              |
| ---------------------- | ---------------------- |
| O Propagador           | [ 7 ]                  |
| Super Gospel           | [ 8 ]                  |

Na Tua Sombra foi lançado pela gravadora Graça Music em novembro de 2004 e foi um sucesso comercial e de crítica. O guia discográfico do O Propagador atribuiu uma cotação de 4 estrelas de 5 para o álbum, afirmando que "Na Tua Sombra é o melhor registro de Carlinhos Felix na primeira década do século XXI", dando ênfase à música "Santo Nome".
Em 2016, o Super Gospel elegeu Na Tua Sombra como o 98º melhor álbum da década de 2000, com a justificativa de que "é o disco em que Felix explora o máximo pop de si e se destaca em canções confessionais".
No mesmo ano, Carlinhos Felix foi o homenageado da edição de 2004 do Troféu Talento.
Em 2017, Na Tua Sombra foi lançado nas plataformas digitais pela Graça Music.

## Faixas
A seguir lista-se as faixas, compositores e durações de cada canção de Na Tua Sombra, segundo o encarte do disco.
| N.º            | Título              | Compositor(es)                           | Duração |  |
| 1.             | "Santo Nome"        | Carlinhos Felix e Marcos Paulo           | 4:13    |  |
| 2.             | "Além do Natural"   | Carlinhos Felix                          | 3:38    |  |
| 3.             | "Poder do Teu Amor" | Geoff Bullock, Versão: Ana Paula Valadão | 5:39    |  |
| 4.             | "Na Tua Sombra"     | Carlinhos Felix                          | 4:13    |  |
| 5.             | "Graça"             | Carlinhos Felix                          | 3:58    |  |
| 6.             | "Emanuel"           | Carlinhos Felix                          | 4:01    |  |
| 7.             | "Ebenézer"          | Carlinhos Felix                          | 4:16    |  |
| 8.             | "Asa da Alva"       | Carlinhos Felix                          | 4:07    |  |
| 9.             | "Razão para Viver"  | Tikinho Rodrigues                        | 4:09    |  |
| 10.            | "Sábios e Humildes" | Adson Sodré                              | 4:06    |  |
| 11.            | "Castelo Forte"     | Marcos Paulo                             | 3:51    |  |
| Duração total: | Duração total:      | Duração total:                           | 44:57   |  |